# Biuletyn Ligi Morskiej i Kolonialnej
Biuletyn Ligi Morskiej i Kolonialnej – polskie czasopismo morskie i kolonialne wychodzące od 1934 do 1939 i wydawane przez Ligę Morską i Kolonialną.
Pismo nie stanowiło oficjalnego organu Ligi i pozostawało w cieniu bardziej znanych tytułów (Morza, Polski na Morzu, Szkwału oraz Spraw Morskich i Kolonialnych). Wychodziło w technice powielaczowej i było łatwo dostępne w okręgowych siedzibach LMiK, a także w mniejszych komórkach organizacyjnych. Do dziś zachowała się niewielka liczba egzemplarzy.
Tematyka czasopism stanowiła zapis typowej działalności Ligi, zwłaszcza problematyki istotnej dla prasy, czy środowisk opiniotwórczych. W pierwszej części każdego numeru zamieszczano informacje o zbiórkach, posiedzeniach i zjazdach. Potem przechodzono do analiz kwestii morskich (w tym polskiego wybrzeża) i kolonialnych, czy w ogóle międzynarodowych, zgodnie z linią polityczną kierownictwa Ligi. Kreowano propagandę kolonialną, w tym dążenie do posiadania przez Polskę kolonii (sprawę kluczową do odgrywania przez kraj roli mocarstwa). W 1939 z materiałów przygotowywanych przez redakcję Biuletynu korzystały 72 redakcje w Polsce, co było wynikiem bardzo dobrym.
Biuletyn odegrał ważną rolę w kreowaniu legendy generała Gustawa Orlicz-Dreszera, po jego śmierci w katastrofie lotniczej nieopodal Gdyni Orłowa.